# Кадочников, Константин Павлович
Константи́н Па́влович Ка́дочников (3 января 1932, Ленинград, СССР — 1984, Одесса, Украинская ССР, СССР) — советский актёр.

## Биография
Константин Кадочников родился в 1932 году в Ленинграде. Мать — театральный режиссёр Татьяна Николаевна Никитина, отец — актёр и режиссёр Павел Петрович Кадочников, бывшие на момент рождения сына студентами Ленинградского театрального института.
Окончил среднюю школу и Ленинградский театральный институт имени А. Н. Островского. Служил в Ленинградском академическом драматическом театре имени В. Ф. Комиссаржевской.
Сыграл несколько небольших ролей в кино. Первый раз появился на экране в фильме Михаила Калатозова «Летят журавли», где он снялся в небольшой роли сослуживца главного героя. Среди других ролей: Куракин («Музыканты одного полка»), Меркулыч из колхоза «Красный луч» («Я тебя никогда не забуду»), член советской делегации («Победа»).
Скоропостижно скончался от инфаркта во время гастролей в 1984 году. Похоронен на Серафимовском кладбище в Санкт-Петербурге.

## Фильмография
| Год  |   | Название                 | Роль                     |
| ---- | - | ------------------------ | ------------------------ |
| 1957 | ф | Летят журавли            | Володя                   |
| 1965 | ф | Музыканты одного полка   | Куракин                  |
| 1983 | ф | Я тебя никогда не забуду | точильщик на вокзале     |
| 1985 | ф | Победа                   | член советской делегации |